# سيسيل ديفين
سيسيل ديفين (بالإنجليزية: Cecil Devine)‏ هو سائق سباق نيوزيلندي، ولد في 23 مارس 1915، وتوفي في 4 يوليو 1990.